# 朗利維爾 (伊利諾伊州)
朗利維爾（英語：Langleyville）是位於美國伊利諾伊州克里斯蒂安縣的一個人口普查指定地區。

## 地理
朗利維爾的座標為39°33′44″N 89°21′19″W / 39.56222°N 89.35528°W，而該地最高點為海拔高度186米（即610英尺）。

## 人口
根據2010年美國人口普查的數據，朗利維爾的面積為1.02平方千米，當中陸地面積為1.02平方千米，而水域面積為0.80平方千米。當地共有人口432人，而人口密度為每平方千米423.53人。